# Piliocolobus tephrosceles
Piliocolobus tephrosceles (лат.) — вид обезьян семейства мартышковых. Выделен в самостоятельный вид в 2001 году.
Вид распространён на восточной границе Восточно-Африканская рифтовой долины в западной Уганде и западной части Танзании. Известно пять субпопуляций. Численность вида составляет более 20 000 особей (данные 2005 года), из них 17 000 проживает в Национальном парке Кибале в Уганде.
Выражен половой диморфизм: самцы крупнее самок. Масса самцов составляет 10,5 кг, масса самок — 7 кг. Древесный вид, населяет леса разного типа. Встречается в речных и галерейных лесах, в саванных мозаичных лесах миомбо, низменных лесах, в тропическом горном дождевом лесу, во вторичных деградированных лесах. Живёт большими группами по 30—60 особей. Питается молодыми листьями, плодами, побегами и семенами.